# Мадатов Валеріан Григорович
Мадатов (Мадатян) Валеріан (Ростом) Григорович  ((вірм. Ռոստոմ Գրիգորի Մադաթյան, рос. Мадатов Валериан Григорьевич),  18 (29) травня 1782, Карабах, село Аветараноц — 4 (16) вересня 1829, Шумен) ) - князь, генерал-лейтенант російської армії вірменського походження.

## Біографія
Народився у 1792 році в селі Аветараноц в Карабаху. Ім'я при народженні - Ростом Мадатян. Був сином меліка. У 1799 році поступив підпрапорщиком в Преображенський полк лейб-гвардії. У 1802 році переведений в Павлівський гренадерський  полк, а у 1807 році - штабс-капітаном в Мінгрельський мушкетерський полк. У 1808 році отримав звання капітана.

### Російсько-турецька війна (1806-1812)
Під час російсько-турецької війни (1806—1812) Мадатов ніс службу в авангарді Платова та брав участь у битвах під Браїловим (за що був нагороджений Орденом Святої Анни III ступеня), Мачином, Бабадагом, Кюстенджі, Рассеватом (за що отримав золоту шпагу), Калапетро та Каракли.
За особисту мужнійсть у 1810 році Мадатом був переведений в Олександрівський гусарський полк у званні ротмістра. У складі цього полку відзначився у битві під Татарицею, за що отримав звання майора. Під час бою біля села Чаушкіой Мадатов з одним ескадроном розсіяв турецьку колону та захопив гармату, за що був нагороджений Орденом святого Георгія IV ступеня.
У Батинській битві Мадатов з 200 кіннотниками розсіяв 4-тисячну турецьку колону, за що отримав звання підполковника.

### Французько-російська війна (1812)
З початком французько-російської війни (1812) Мадатов у складі 3-ї Західної армії брав участь у бою під Кобрином (за що був нагороджений Орденом Святої Анни II ступеня), Городечанській битві, (в якій з 2 ескадронами відкинув ворожу кавалерію, за що отримав звання полковника).
Брав участь у битві на Березині та битві мід Молодечно. Під час настуну на Вільно розбив ворожий загін, захопив у полон 2 генералів, 25 офіцерів та 400 нижніх чинів, за що був нагороддений Орденом Святого Володимира III ступеня.
Під час Закордонного походу російської армії брав участь у битві під Калішем, де атакою 2 гусарських ескадронів та козачого полку змусив капітулювати 6 саксонських батальйонів, за що був нагороджений Орденом святого Георгія III ступеня.
За участь у битві при Лютцені був нагороджений золотою шаблею з діамантами. Під час битви під Лейпцигом був поранений кулею в руку, але залишився у строю до завершення битви (за що отримав звання генерал-майора). Після завершення битви вирушив на лікування і повернувся в армію після взяття Парижа.

### Кавказька війна
У 1816 році за поданням генерала Єрмолова Мадатов був призначений в Кавказький окремий корпус та взяв під своє командування війська, розташовані у Карабахському ханстві, а у 1817 році призначений військово-окружним начальником Шехінського, Ширванського та Карабахського ханств.
Знання місцевих мов та звичаїв допомогло Мадатову в організації місцевих загонів на службі в російській армії. У 1819 році Мадатов був відправлений в Дагестан, де із загоном, який складався з «татарських військ», здобув перемогу під Хучні. З мінімальними втратами розбив акущанців поблизу с. Акуша. Після штурму Енгікента Табасаранське майсумство остаточно було приєднане до Росії.
За ці перемоги Мадатов був нагороджений Орденом Святої Анни I ступеня.
У 1820 році знову відправлений в Дагестан для придушення повстання хана Сурхая. За перемогу над ханом був нагороджений Орденом Святого Володимира II ступеня. Після придушення повстання займався розвитком завойованих територій - будував дороги, сприяв розвитку торгівлі та промисловості, організовував адміністративну діяльність.

### Російсько-перська війна (1826—1828)
Під час російсько-перської війни (1826—1828) розбив перські війська в Шамхорській битві, що змусило персів зняти облогу Шуші.
За цю перемогу був нагороджений золотою шаблею з діамантами. Брав участь у битві під Єлисаветполем, де особисто вів військо в штикову атаку. За мужність, проявлену у цій битві, отримав звання генерал-лейтенанта.
Після того, як у 1827 році Єрмолова на посту командувача замінив І. Ф. Паскевич, він задався метою винищити «єрмоловський дух». Під роздачу потрапив і Валеріан Мадатов, якого Паскевич характеризував як «хороброго гусара, який не має інших здібностей». Мадатов був відкликаний у Санкт-Петербург.

### Російсько-турецька війна (1828—1829)
З початком російсько-турецької війни (1828—1829) Мадатов вирушив на фронт у складі III-го піхотного корпусу. Здобув перемогу над турками біля Правода. За захоплення фортеці Шумла у 1829 році був нагороджений Орденом Святого Олександра Невського.
Незабаром після захоплення Шумли Мадатов захворів та помер. Спочатку був похований у Шумлі, згодом тіло було перевезене в Росію на Тихвинське кладовище Олександро-Невської лаври.

### Особисте життя
У 1824 році Мадатов одружився з фрейліною Софією Олександрівною Саблуковою (1787-1875).